# ジャガト・シング2世
ジャガト・シング2世（Jagat Singh II, 1709年9月17日 - 1751年6月5日）は、北インドのラージャスターン地方、メーワール王国の君主（在位：1734年 - 1751年）。

## 生涯
1709年9月17日、メーワール王国の君主サングラーム・シング2世の息子として、ウダイプルで誕生した。
1734年1月、父王サングラーム・シング2世が死亡したことにより、王位を継承した。
1751年6月5日、ジャガト・シング2世はウダイプルで死亡し、息子のプラタープ・シング2世が王位を継承した。